# زولوتل
زولوتل (بالإنجليزية: Xolotl)‏ رب النار والنجوم في أساطير الأزتيك. وهو إله مرتبط بكل من البرق والموت. كان مرتبطًا أيضًا بغروب الشمس وسيحرس الشمس أثناء انتقالها عبر العالم السفلي كل ليلة. ارتبطت الكلاب بـزولوتل. يُعتقد أن هذا الإله وكلب يقودان الروح في رحلتها إلى العالم السفلي. تم تصويره بشكل شائع على أنه كلب وحشي. زولوتل كان إله النار والبرق. كما كان إله التوائم والوحوش وسوء الحظ والمرض والتشوهات. زولوتل هو شقيق الكلاب وتوأم كيتزالكواتل.

## معرض صور

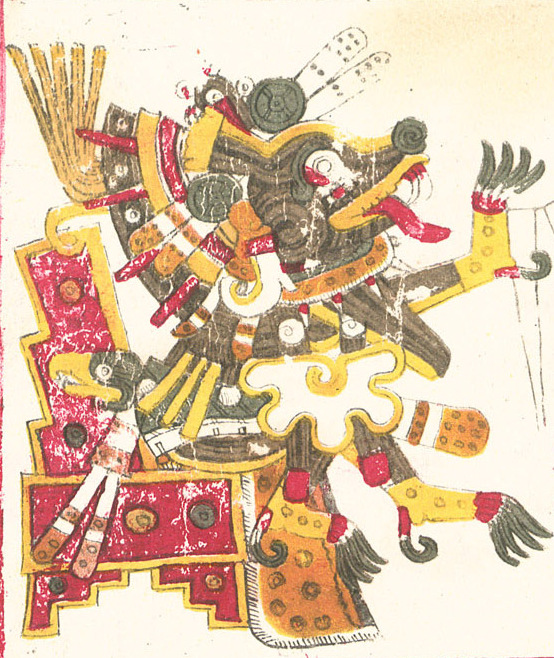
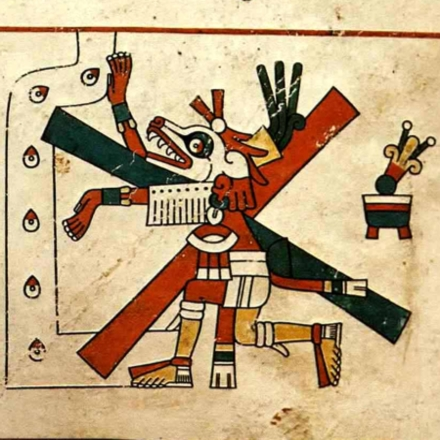
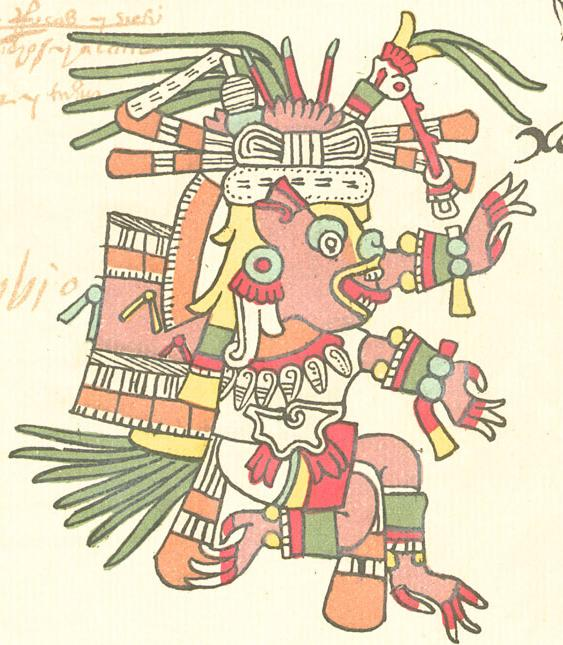
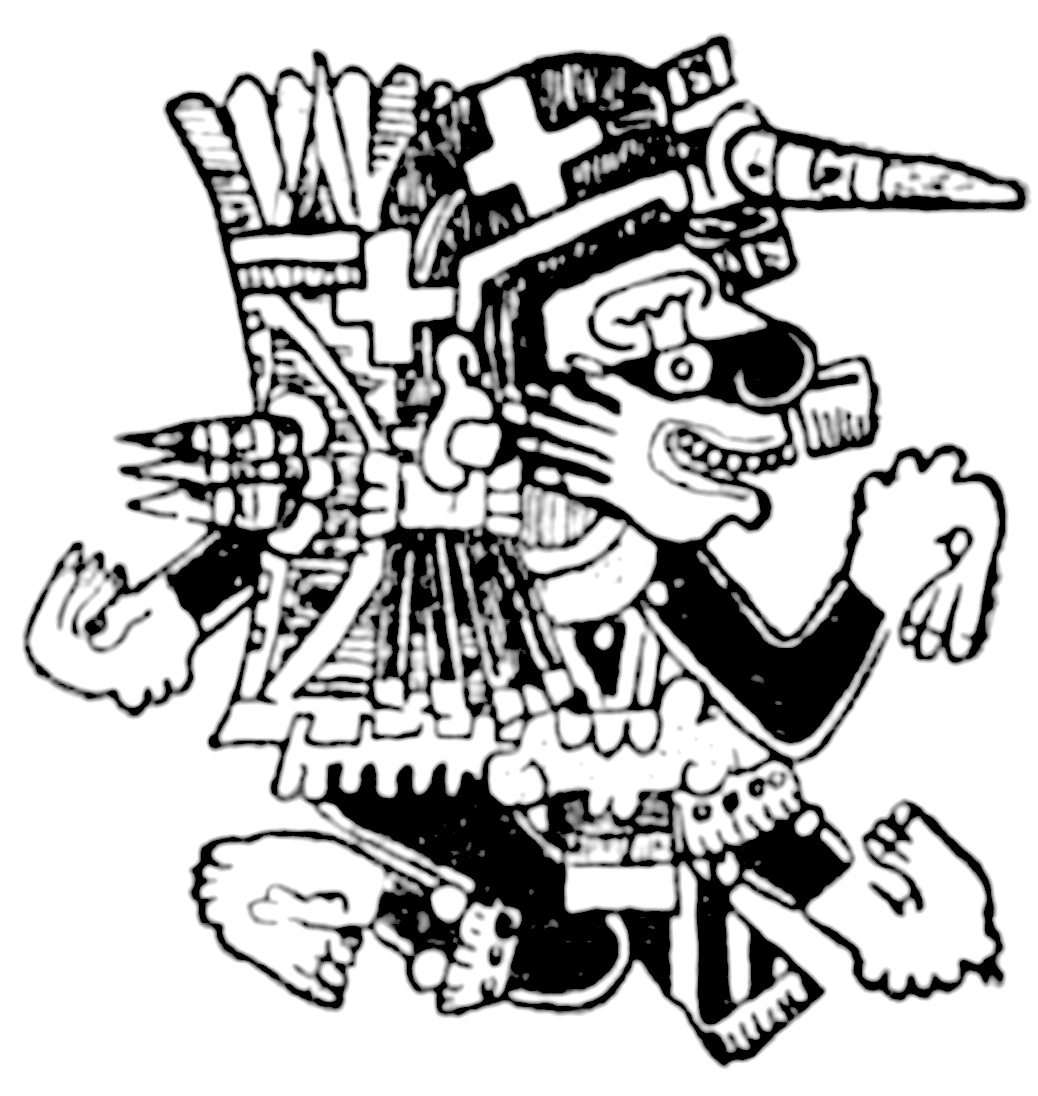
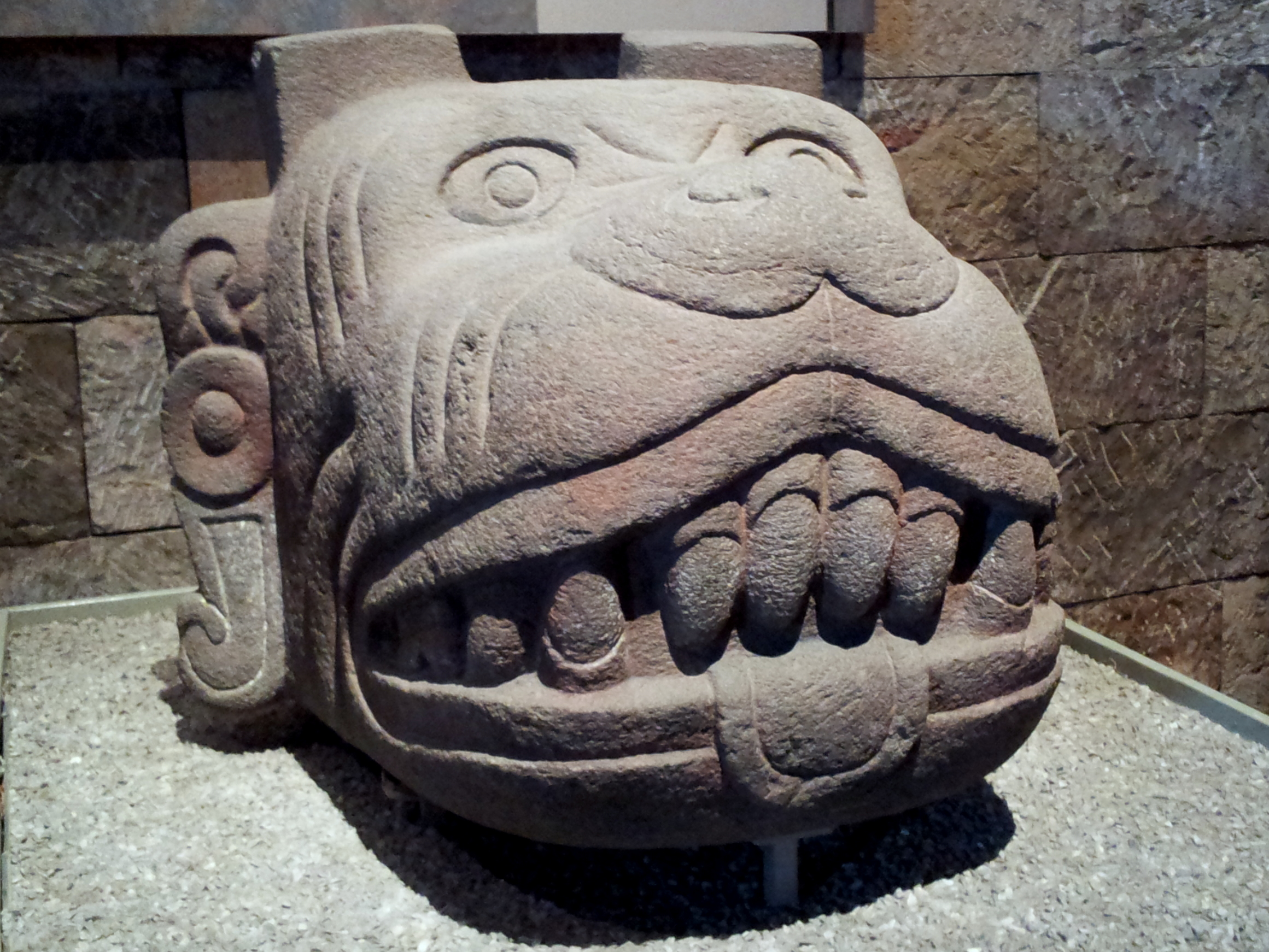
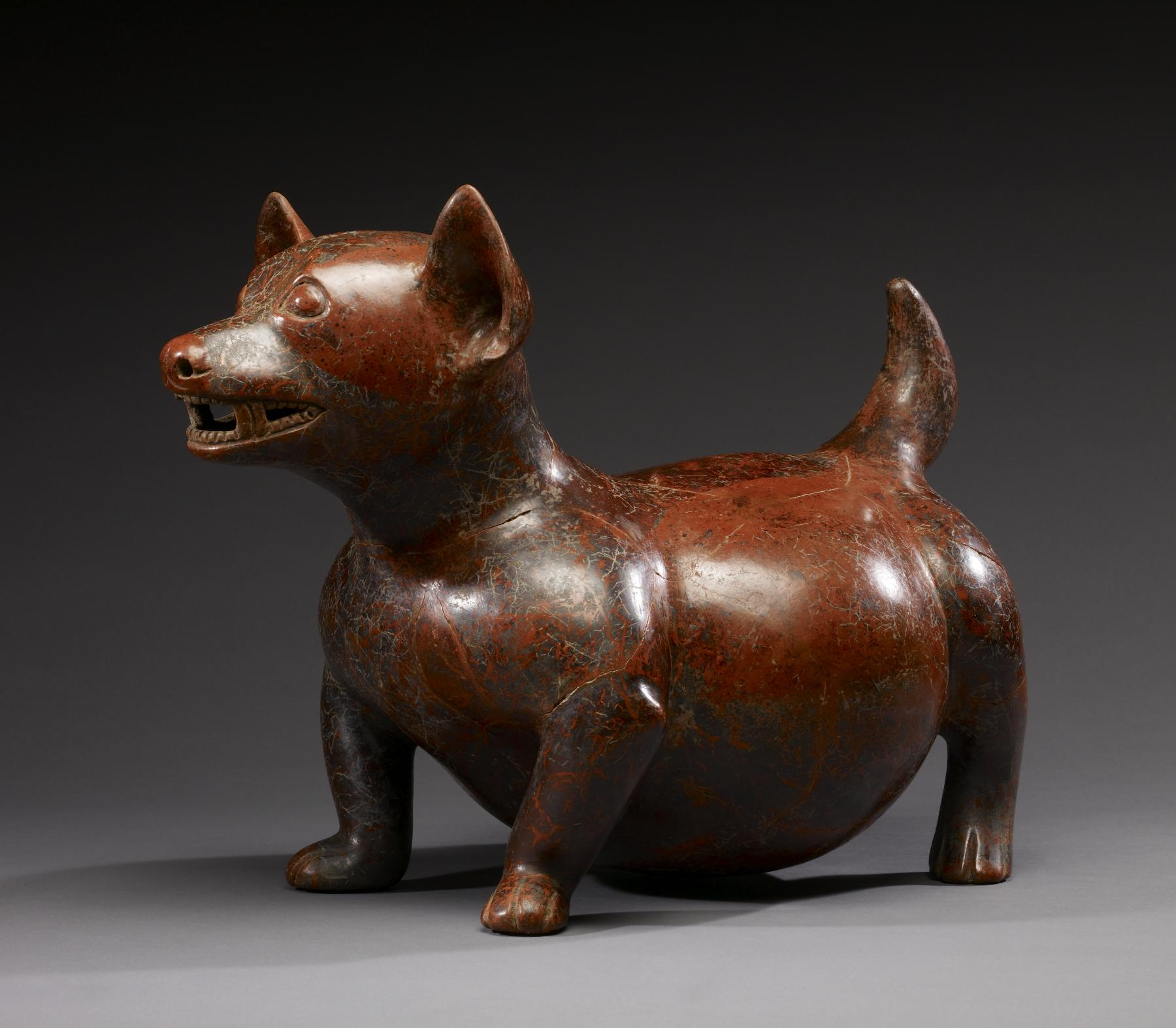
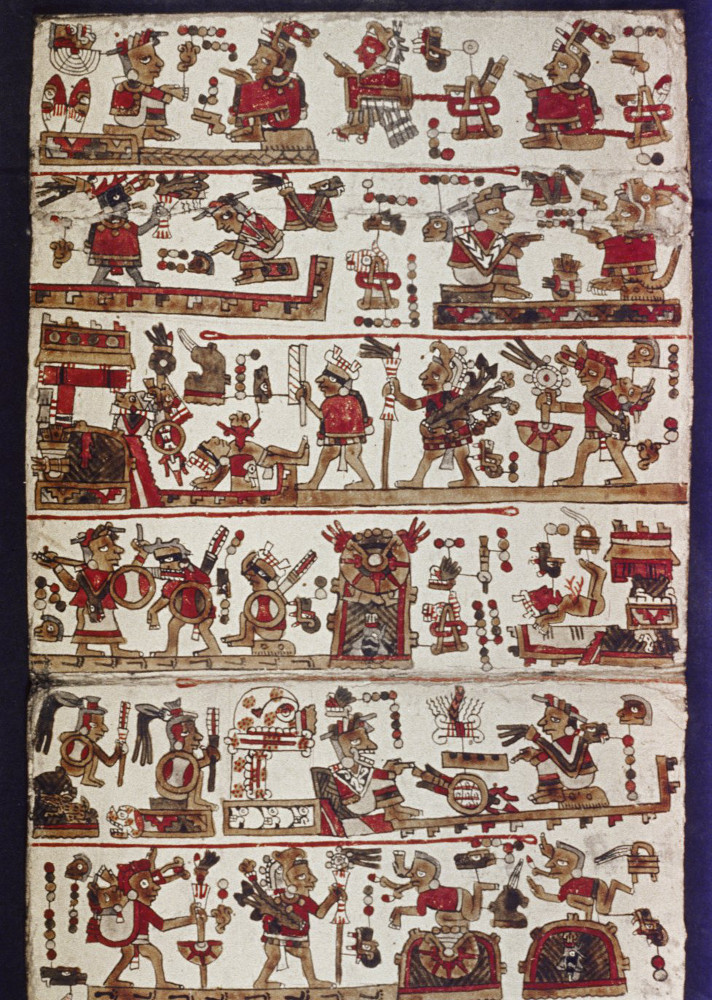
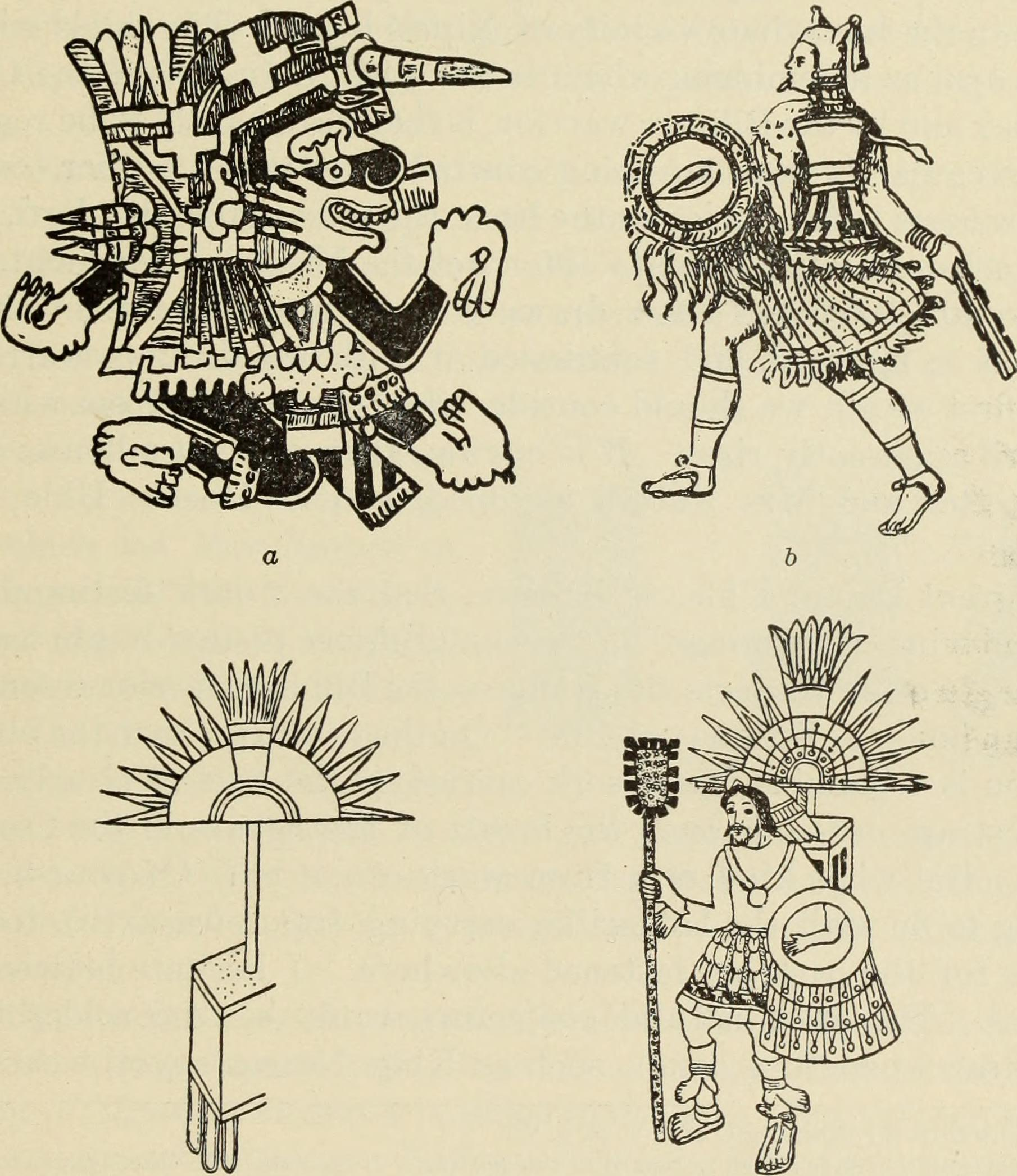
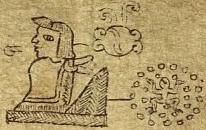
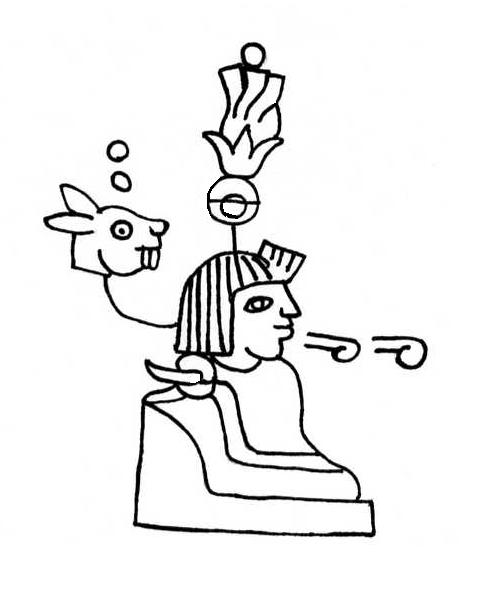
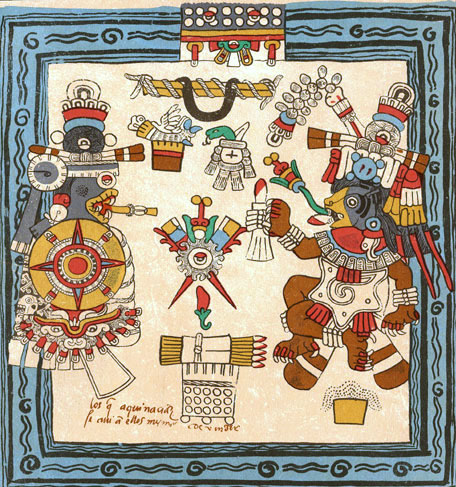
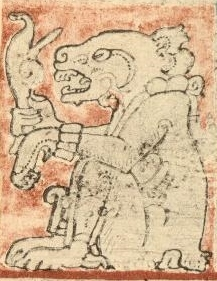